# Monts Baird
Les monts Baird (anglais : Baird Mountains) sont un massif montagneux de l'Ouest de l'Alaska, situé entre les fleuves Kobuk et Noatak, au nord-est du golfe de Kotzebue. Ils tirent leur nom de Spencer Fullerton Baird, premier conservateur de la Smithsonian Institution.
Ces montagnes sont composées de roches sédimentaires paléozoïques et de roches métamorphiques.

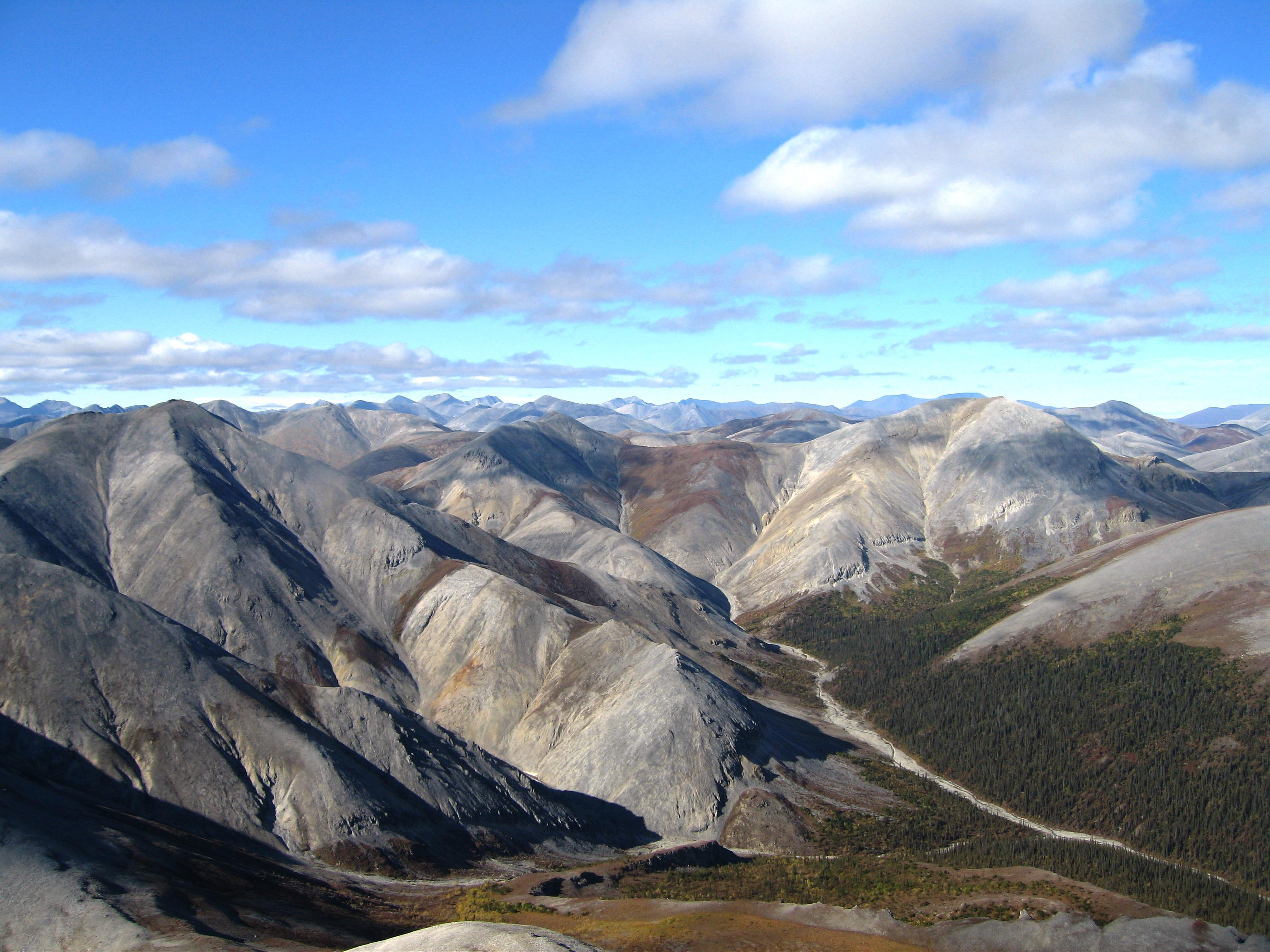
Vue aérienne des monts Baird.